# The Wolfman (film fra 2010)
The Wolfman er en amerikansk genindspilning fra 2010 af den klassiske varulv gyser af samme navn fra 1941. Filmens anden halvdel er, blev væsentligt ændret og udvidet fra den oprindelige filmens plot. filmen er instrueret af Joe Johnston, i hovedrollerne ses Benicio del Toro, Anthony Hopkins, Emily Blunt og Hugo Weaving. Det blev udgivet den 10. februar 2010 i Frankrig  og i USA den 12. februar 2010.
På trods af at filmen blev en boks-office skuffelse og den modtager de mest ugunstige anmeldelser fra kritikerne, vandt filmen mere succes i DVD / Blu-ray – salget og filmen vandt en Oscar for bedste makeup.

## Handling
Filmen starter som den ældre sigøjner, Maleva (Geraldine Chaplin), reciterer et gammelt rim:
Even a man who is pure of heart
and says his prayers by night
may become a wolf when the wolfsbane blooms
and the autumn moon is bright.

I 1891, bliver Ben Talbot (Simon Merrells) konfronteret med et ultra ulv- lignende væsen i Blackmoor skoven. Han forsøger at undslippe, men bliver sønderrevet og dræbt af dyret.
Gwen Conliffe (Emily Blunt), Bens forlovede, tager kontakt til hans bror, Lawrence Talbot (Benicio del Toro), den verdensberømte Shakespeare skuespiller, og fortæller at Ben forsvandt for en måned siden. Lawrence forlader sin teatertur for at vende tilbage til sin families ejendom i Blackmoor, hvor han har et uroligt gensyn med sin far, Sir John (Anthony Hopkins). Senere bliver det afsløret, at Lawrence mor, Solana (Christina Contes), havde begået selvmord, da han var dreng. Lawrence så sin far stå over hendes døde krop, hvorefter Sir John sendte sin unge søn til et sindssygehospital i London, angiveligt for at lide af vrangforestillinger.

## Medvirkende
- Benicio Del Toro – Lawrence Talbot
- Anthony Hopkins – Sir John Talbot
- Emily Blunt – Gwen Conliffe
- Art Malik – Singh
- Hugo Weaving – Inspektør Aberline
- Geraldine Chaplin – Maleva
- Nicholas Day – Oberst Montford
- Michael Cronin – Dr. Lloyd
- Sam Hazeldine – Horatio
- David Sterne – Kirk
- Gene Simmons – Stemmen til Varulven